# Résolution 30 du Conseil de sécurité des Nations unies
Membres permanents
- Chine
- États-Unis
- France
- Royaume-Uni
- URSS

Membres non permanents
- Australie
- Belgique
- Brésil
- Colombie
- Pologne
- Syrie

Résolution no 29 Résolution no 31
La résolution 30 est une résolution du Conseil de sécurité de l'ONU qui a été votée le 25 août 1947 et qui prend acte des mesures qui ont été prises pour se conformer à la résolution 27 et de l'intention des Pays-Bas de créer des États-Unis d'Indonésie. Elle invite les États membres des Nations unies qui auraient des représentants sur place à informer le conseil de l'évolution de la situation.
Les abstentions sont celles de la Colombie, de la Pologne, du Royaume-Uni et de l'URSS.

## Texte
- Résolution 30 sur fr.wikisource.org
- Résolution 30 sur en.wikisource.org